# Frithjof (Schiff, 1896)
Die 1896 in Dienst gestellte Frithjof war ein kleiner Geschützter Kreuzer der norwegischen Marine, die das Schiff als Kanonenboot 1. Klasse (norw. „1. klasse kanonbåt“) bezeichnete. Das Schiff wurde von 1895 bis 1896 auf der Karljohansvern Werft, der Marinehauptwerft, in Horten gebaut und war ein leicht veränderter Nachbau der 1891 gelieferten Viking. Das Schiff wurde 1908 Seekadettenschulschiff und 1928 aus der Flottenliste gestrichen.

## Baugeschichte
Die norwegischen Marine entwickelte 1877 eine Verteidigungsdoktrin, die eine passive Küstenverteidigung mit Kanonenbooten in drei verschiedenen Klassen vorsah. Ihr fehlten daher hochseefähige Schiffe. Die Marinewerft in Horten baute acht Kanonenboote 2. Klasse vom Typ Rendell zwischen 1874 und 1894, beginnend mit der Uller, und vier Kanonenboote 1. Klasse, beginnend mit der Sleipner von 730 t. Das letzte gemäß dieser Doktrin gebaute „Kanonenboot 1. Klasse“ war die Frithjof, die etwas größer war als die 1891 gelieferte Viking.

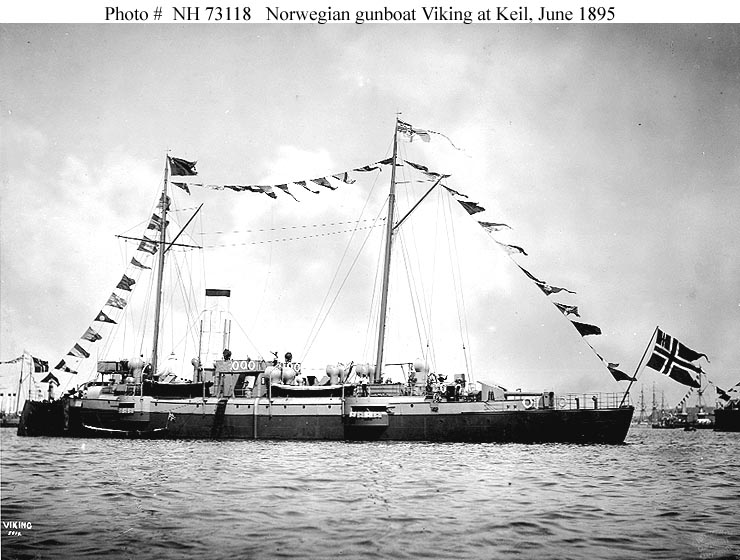
Die Viking

Diese letzten Kanonenboote, die wegen ihres Panzerdecks im Ausland als Geschützte Kreuzer bezeichnet wurden, waren kein gelungener Entwurf. Im Vergleich zu den zur gleichen Zeit entstehenden Küstenpanzerschiffen waren sie nur leicht bewaffnet und nicht hinreichend gepanzert. Für Kreuzer ihrer Größe waren sie mit nur 15 kn Höchstgeschwindigkeit zu langsam.
Die Frithjof war ein kleines Drei-Schornstein-Schiff. Ihre Bewaffnung mit zwei 12,0-cm-L/44-Armstrong-Kanonen Typ Y, vier 7,6-cm-L/40-Armstrong-Schnellfeuergeschützen Typ N, vier 3,7-cm-L/45-Hotchkiss-Maschinenkanonen und einem 45,0-cm-Bugtorpedorohr war für die Schiffsgröße recht beachtlich, allerdings waren die Maschinenleistung und die Höchstgeschwindigkeit für einen Kreuzer unzureichend. Das 32 mm starke Panzerdeck mit Platten vom Typ Harvey schützte die Maschinenräume.
Die Frithjof wurde 1908 für den Einsatz als Kadettenschiff leicht umgebaut. Eine grundlegende Modernisierung erhielt sie während ihrer Dienstzeit bis 1928 jedoch nie.

## Einsatzgeschichte

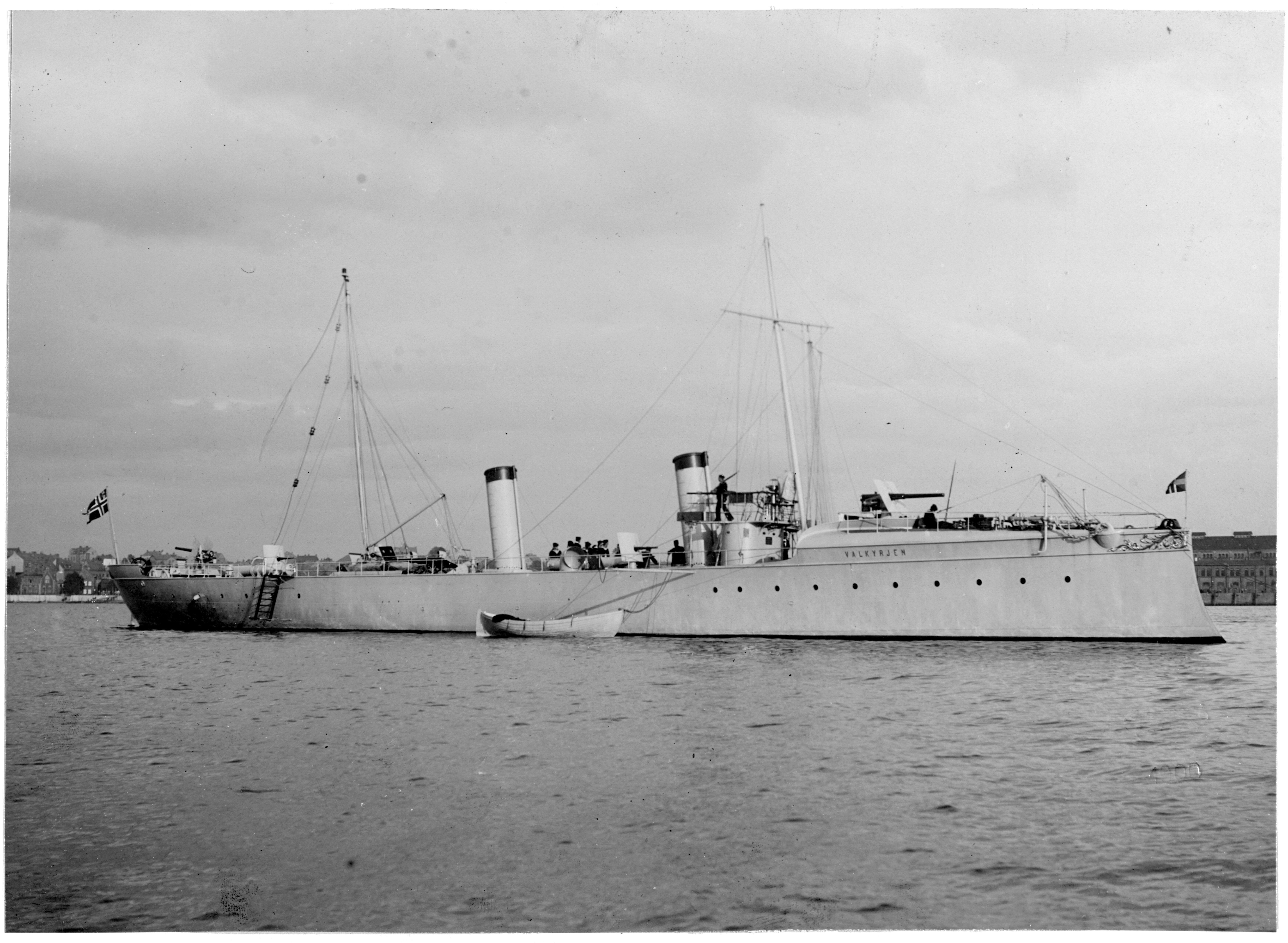
Der Zerstörer Valkyrjen

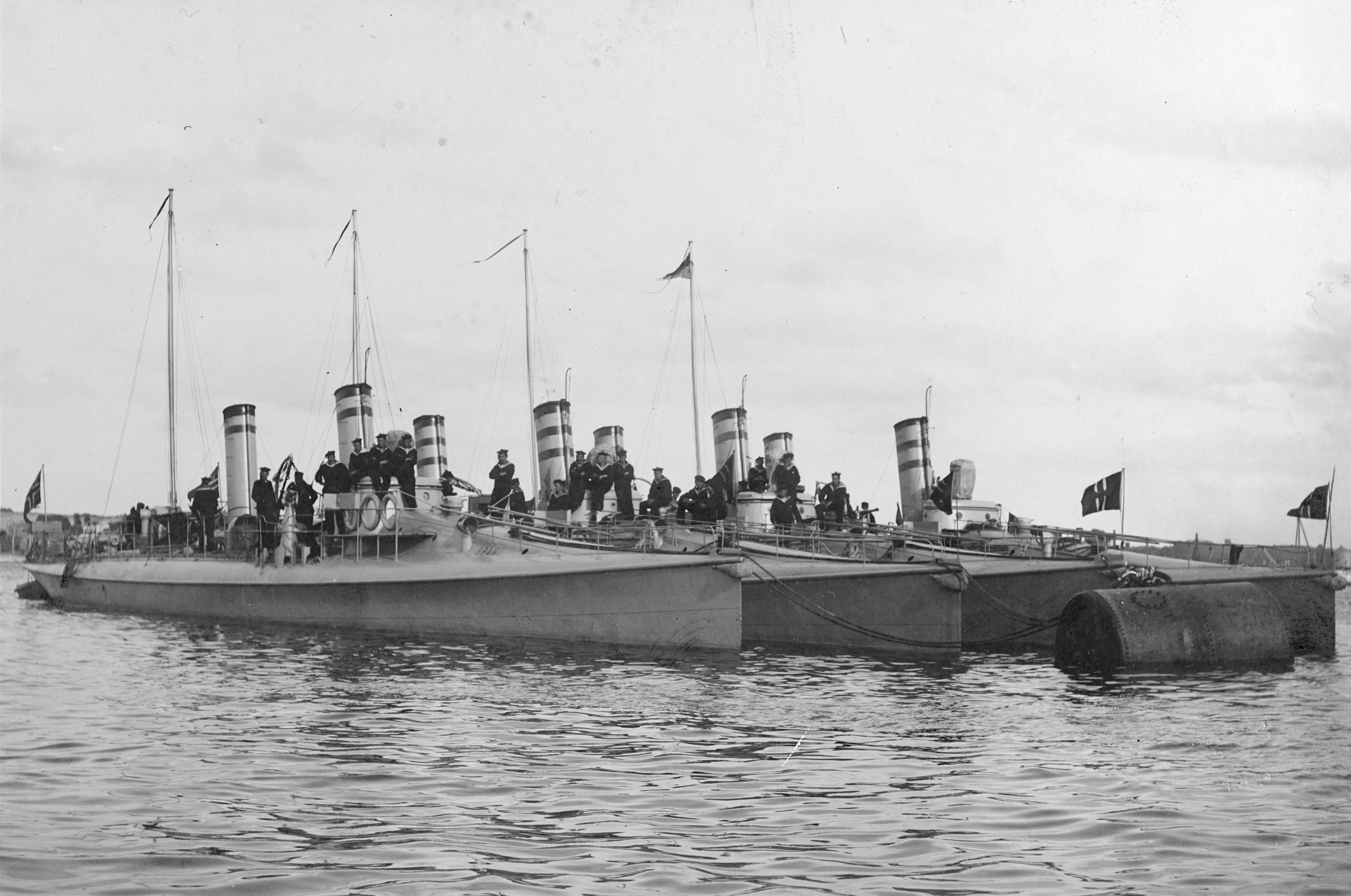
Vier norwegische Torpedoboote in Kiel, 1900

Die Frithjof kam 1896 in Dienst. 1897 wurde der Kreuzer als norwegischer Vertreter zur Flottenparade auf dem Spithead anlässlich des 60sten Thronjubiläums der britischen Königin Victoria entsandt. 1900 nahm sie an dem Besuch eines norwegischen Verbandes in Kiel teil, zu dem auch das Küstenpanzerschiff Tordenskjold, der Zerstörer Valkyrjen und vier neue Torpedoboote des Typs Storm gehörten.
Bei der Loslösung Norwegens aus der Union mit Schweden 1905 kam es zu keinen Gefechten, obwohl die schwedische Marine etliche Einheiten in das Kattegat verlegte. Die vier norwegischen Küstenpanzerschiffe bildeten mit sechs Torpedobooten 1. Klasse vom Typ Hval und dem Zerstörer Valkyrjen als Führungsboot an der Südküste westlich des Oslofjord das „Skagerrak-Geschwader“, um dort einen befürchteten schwedischen Angriff von See auf Oslo und die militärischen und industriellen Installationen in Ostnorwegen abzuwehren, es wurde auch eine Offensivaktion gegen Göteborg geplant. Die anderen vier Torpedoboote 1. Klasse und die beiden Kreuzer Frithjof und Viking blieben vor Bergen. Bevor es zu kriegerischen Handlungen kam, wurde eine politische Lösung gefunden. In der anschließend gebildeten norwegischen Marine wurde die Frithjof bald zum Kadettenschulschiff hergerichtet.
Im Sommer 1910 veranlasste der Polarforscher Fridtjof Nansen eine von ihm geleitete Forschungsfahrt der Frithjof in das Seegebiet östlich Grönlands zur Beobachtung der Wassertemperaturen und der Luftbewegungen. Auf der Anfahrt verbrauchte die Frithjof zu viel Kohlen und erreichte das Zielgebiet nahe 62° Nord nicht. Die ab Irland durchgeführten Messungen gaben allerdings gemeinsam mit den gleichzeitigen ozeanografischen Arbeiten auf der Fram und der Michael Sars wichtige Aufschlüsse über den Golfstrom.
Im Ersten Weltkrieg blieb Norwegen neutral und seine Marine beschränkte sich auf den Schutz der eigenen Hoheitsgewässer.

## Ende derFrithjof
Nach dem Krieg wurde die Frithjof weiter als Ausbildungsschiff eingesetzt und 1928 schließlich aus der Flottenliste gestrichen.

## Kanonenboote 1. Klasse
Zwischen 1874 und 1894 baute die Carljohansværn Værft in Horten insgesamt vier Kanonenboote 1. Klasse für die norwegische Marine nach unterschiedlichen Entwürfen.
| Boot     | BauNr. | Stapellauf        | Größe                     | Verbleib |
| -------- | ------ | ----------------- | ------------------------- | --- |
| Sleipner | 56     | 7. August 1877    | 732 t, 53,2 m             | 1 × 26 cm-, 1 × 15 cm Kanone, 1900 Kadettenschulschiff, 1915 Wohnschiff, 1919 gestrichen, 1935 verschrottet |
| Ellida   | 59     | 25. August 1880   | 1006 t, 58,0 m; Holzrumpf | 4 × 152 mm-, 1 × 120 mm Kanonen, 1898 Schulkorvette, 1914 Wohnschiff, 1925 gestrichen.                      |
| Viking   | 72     | 2. April 1891     | 1200 t, 63,5 m            | 2 × 12 cm Kanonen, 1920 gestrichen, schwimmendes Lazarett                                                   |
| Frithjof | 76     | 15. November 1895 | 1360 t, 68,2 m            | 2 × 12 cm Kanonen, 1928 gestrichen.                                                                         |